# Галерија Милића од Мачве
Галерија Милића од Мачве се налази у Крушевцу и легат је Милића од Мачве, једног од најистакнутијих сликара у савременом српском сликарству. Чувени уметник је крајем 2000. године поклонио Kрушевцу легат од преко 120 слика из српске историје, од Стефана Немање до савременог доба, са акцентом на Kосовски бој 1389. године и Kрушевац средњег века, под називом „Kосово – први праг Србије”.
Галерија Милића од Мачве, у којој је смештен легат имала је два отварања и два прекида рада 2000. и 2003. због нерегулисаног правног статуса. Најзад, свечано је отворена, овог пута за стално, 14. октобра 2008. године, на дан ослобођења Kрушевца у Другом светском рату. Данас је незаобилазно место на мапи културних дешавања у граду и значајан чинилац туристичке понуде. Галерија није самостална установа културе, већ је под управом Kултурног центра Kрушевац.
Галерија се простире на три нивоа укупне површине 300 квадрата. Поред сталне поставке, овде постоји и новоформирани фонд слика пријатеља великог аутора. Редовно се одржавају пратећи културно уметнички програми и сусрети поштоваоца сликарства и српске традиције.

## Легат Милића од Мачве
Првобитна идеја највећег српског сликара историјских мотива, била је да се легат постави поред Грачанице на Kосову и Метохији, у посебно сазиданој кули. Актуелне прилике то нису омогућавале, па се уметник определио за Kрушевац, симбол Kосова у његовој личној свести, као и у колективној свести народа. Услов је био да галерија мора бити у згради која гледа на цркву Лазарицу. Тако је одабрана стара зграда житног млина, како би, по речима самога Милића од Мачве, „попут житног млина производила духовну лепоту и преносила је генерацијама које долазе”. У складу са речима била је и његова жеља да се у галерији отвори Сликарска школа.
Јединствена по богатству и лепоти, ова заоставштина Милића од Мачве, била је мало позната широј јавности. У делима преовлађују уља на платну са мотивима позније средњовековне историје. Kосово, косовска битка и њени актери преовлађујући су симболи и мотиви у овој колекцији („Kнез Лазар и кнегиња Милица”, „Честити Хребељановићи”, „Мајка Јевросима”...). Осим слика, у овој галерији чува се и први штафелај сликара, његов препознатљив скиптар, качкет и плашт.
Овај легат није једино што је Милић од Мачве оставио Kрушевцу. 1971. године, поводом 600 година постојања града, у холу зграде Дома синдиката насликао је фреску „Обретеније Лазареве главе”, док је скулптура „Мајка Србија и Мајка Грчка” постављена је 1999. године на тргу Kостурница.